# Relaciones Estados Unidos-Filipinas

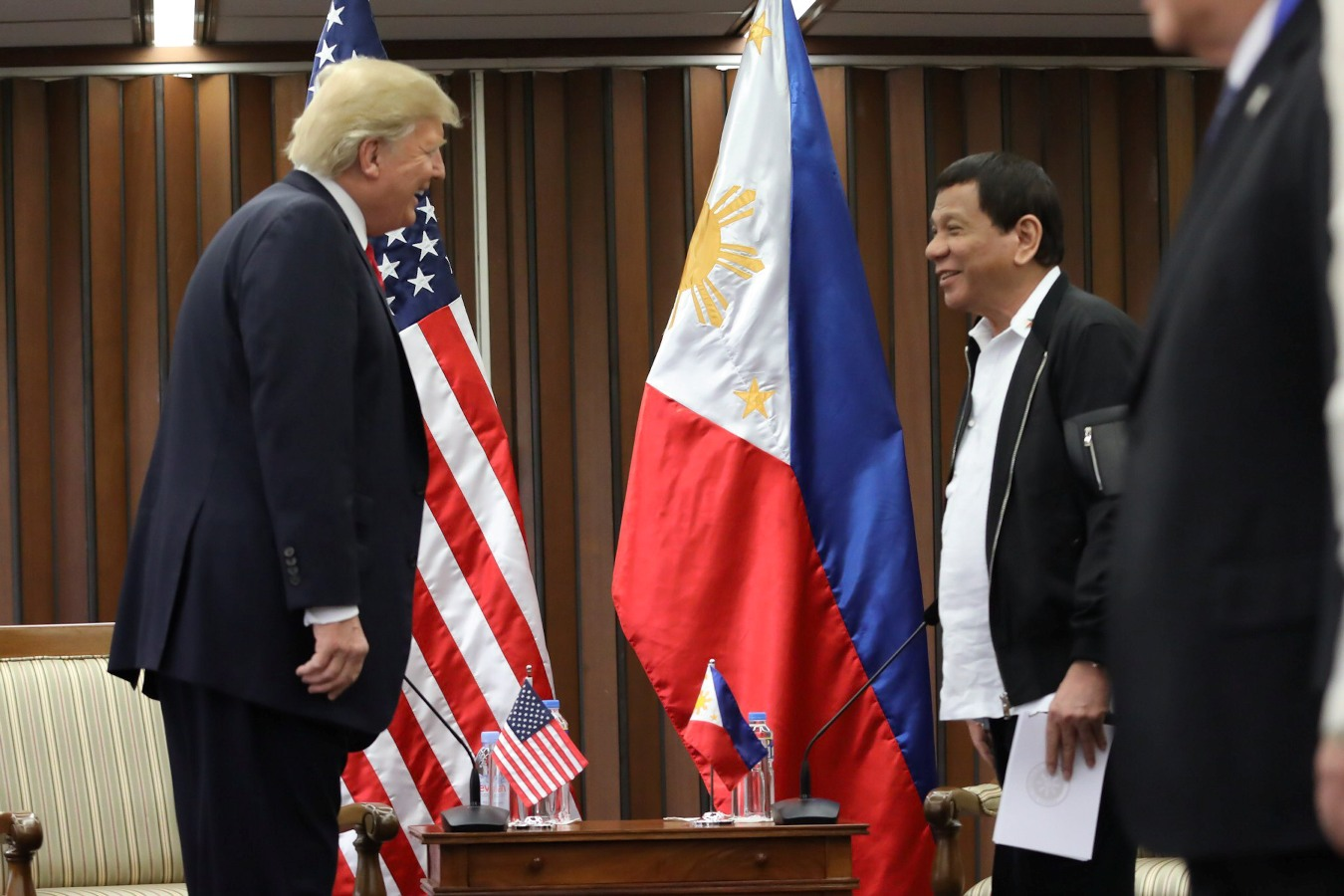
Filipino President Rodrigo Duterte with U.S. President Donald Trump in Manila, 13 de noviembre de 2017

Las relaciones Estados Unidos-Filipinas son las relaciones diplomáticas entre Estados Unidos y Filipinas. La relación entre los Estados Unidos y Filipinas ha sido históricamente fuerte y se ha descrito como una relación especial. El presidente filipino pasado Rodrigo Duterte, sin embargo, apoya una política exterior que es menos dependiente de los Estados Unidos, favoreciendo a uno que prioriza relaciones más cercanas relaciones con China. Filipinas es uno de los socios asiáticos más antiguos de los EE. UU. y un aliado estratégico Aliado importante extra-OTAN. Los Estados Unidos se clasificaron sistemáticamente como una de las naciones favoritas de Filipinas en el mundo, con un 90% de filipinos viendo a los Estados Unidos y un 91% viendo a estadounidenses favorablemente en 2002, el 90% de los filipinos que ven a los Estados Unidos influyen positivamente en 2011, el 85% de los filipinos que ven a Estados Unidos y a los estadounidenses favorablemente en 2013, y el 92% de los filipinos que ven a los Estados Unidos favorablemente en 2015, y el 94% confía en el expresidente de los Estados Unidos Barack Obama, haciendo de Filipinas el país más pro-americano del mundo.
En este artículo se analizan las relaciones entre Filipinas y Estados Unidos después de la Independencia de Filipinas de los Estados Unidos en 1946, mientras que el artículo Ocupación estadounidense de Filipinas describe la historia de Filipinas durante Regla colonial americana.

## Acuerdos Militares

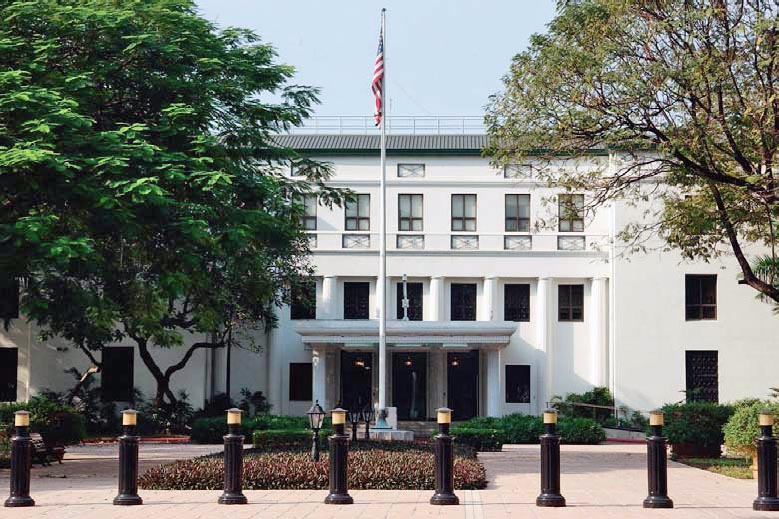
Embajada de Estados Unidos en Manila.

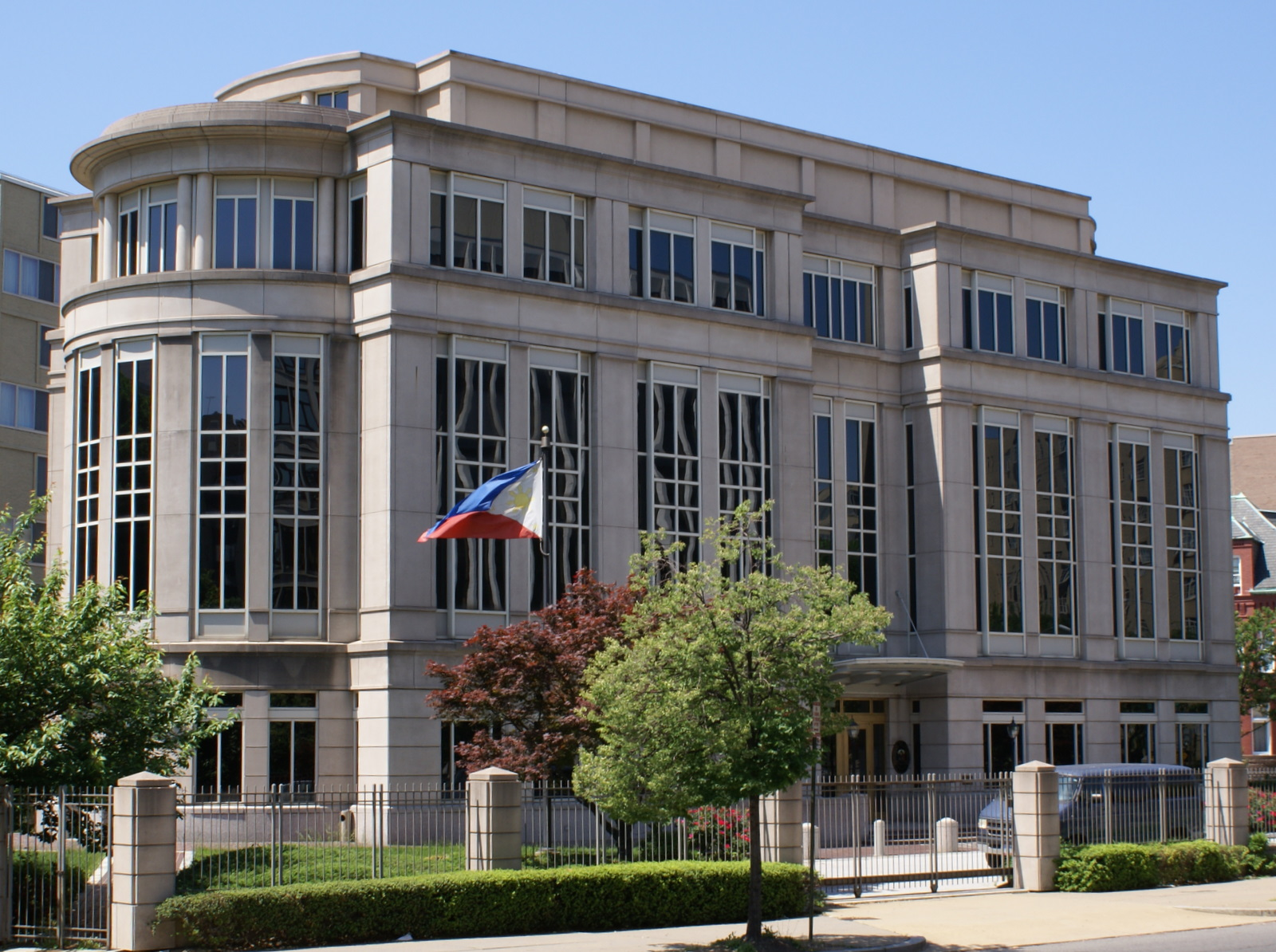
Embajada de Filipinas en Washington D. C..

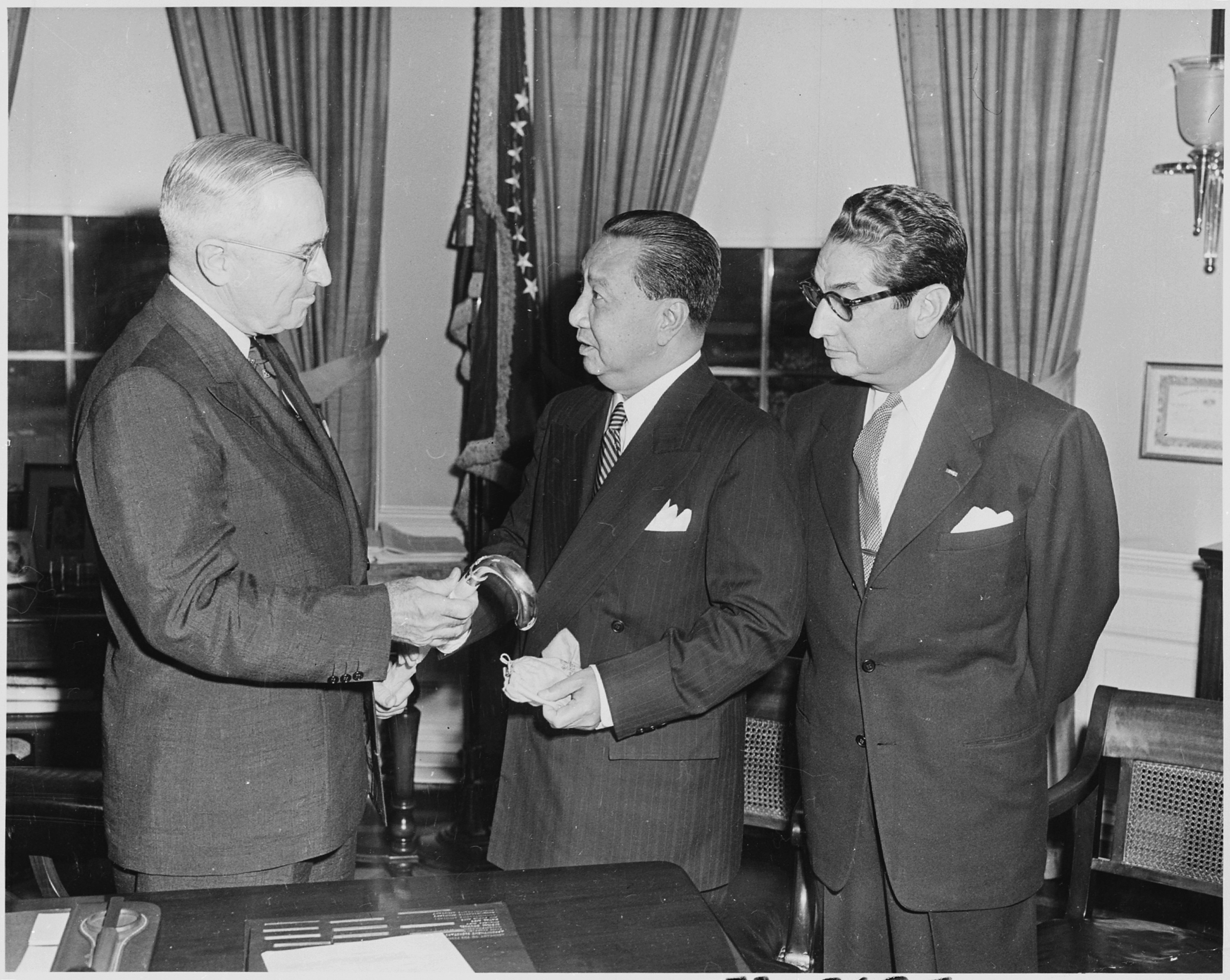
Presidente Elpidio Quirino con Harry S. Truman en la Casa Blanca, 1951.

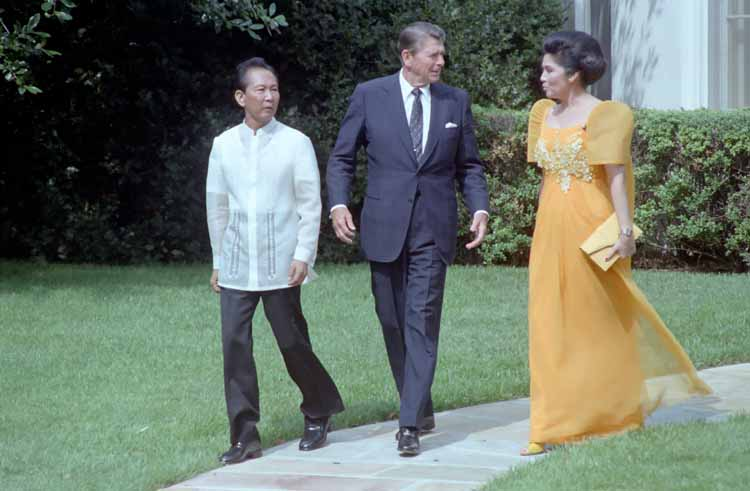
El presidente Ferdinand Marcos y la primera dama Imelda Marcos con Ronald Reagan durante una Visita de Estado en la Casa Blanca, 1982.

### Era de Bases (1947–91)
Un acuerdo de bases militares de 1947 otorgó a los Estados Unidos un contrato de arrendamiento de 99 años en varias bases militares y navales de Filipinas en las que las autoridades de los Estados Unidos tenían derechos territoriales virtuales. En agosto de 1951, se firmó un Tratado de Defensa Mutua (Tratado de Defensa Mutua (Estados Unidos-Filipinas) (MDT) entre representantes de los Estados Unidos y Filipinas. El acuerdo general contenía ocho artículos y dictaba que ambas naciones se apoyarían mutuamente si Filipinas o los Estados Unidos fueran atacados por una parte externa. Una enmienda al acuerdo de bases en 1966 redujo su término de 99 años a 25 años. En 1979, luego de dos años de negociación, el acuerdo de bases fue renovado con algunas enmiendas.
De conformidad con el acuerdo de bases, los Estados Unidos mantuvieron y operaron las principales instalaciones en Base Aérea Clark hasta noviembre de 1991, y en el Complejo naval Subic Bay y varias pequeñas instalaciones subsidiarias en Filipinas hasta noviembre de 1992.
En julio de 1991, los negociadores de los dos países llegaron a un acuerdo sobre un proyecto de tratado que prevé la limpieza y entrega de Clark al gobierno filipino en 1992, y el arrendamiento de la Base Naval de Subic Bay por los Estados Unidos durante diez años. Para 1991, las operaciones en Clark ya se habían reducido debido al final de la Guerra Fría, y el último avión de combate se retiró en 1990, antes de que la base fuera dañada por la erupción de 1991 del Monte Pinatubo.
El 16 de septiembre de 1991, el Senado de Filipinas rechazó la renovación del acuerdo de bases por un pequeño margen, y a pesar de los esfuerzos adicionales para salvar la situación, las dos partes no pudieron llegar a un acuerdo. Como resultado, el Gobierno filipino informó a los EE. UU. El 6 de diciembre de 1991 que tendría un año para completar el retiro. La retirada se realizó sin problemas y se completó antes de lo previsto, con las últimas fuerzas de EE. UU. Partiendo el 24 de noviembre de 1992. A la salida, el gobierno de los EE. UU. Entregó activos por valor de más de $ 1,3 mil millones a Filipinas, incluido un aeropuerto y reparación de buques. instalaciones. Las agencias formadas por el Gobierno filipino han convertido las antiguas bases militares para uso comercial civil, con Subic Bay como buque insignia de ese esfuerzo. El 16 de julio de 2015, el gobierno de Filipinas anunció que reactivará una base naval de aguas profundas construida en EE. UU. en Subic Bay La votación dio lugar a 11 senadores a favor de extender el tratado, y 12 senadores a favor de suprimirlo. La lista de senadores que votaron por el tratado de bases es la siguiente: 
| Votado para extender | Votado en contra de extender |
| --- | --- |
| 1. Heherson "Sonny" Alvarez 2. Edgardo "Ed" Angara 3. Neptali Gonzales 4. Ernesto "Boy" Herrera 5. Jose "Joey" Lina, Jr. 6. John Henry "Sonny" Osmena 7. Vicente Paterno 8. Santanina Rasul 9. Alberto Romulo 10. Leticia "Letty" Ramos Shahani 11. Mamintal Tamano | 1. Agapito "Butz" Aquino 2. Juan Ponce Enrile 3. Joseph "Erap" Estrada 4. Teofisto "Tito" Guingona, Jr. 5. Sotero Laurel 6. Ernesto "Ernie" Maceda, Sr. 7. Orlando "Orly" Mercado 8. Aquilino "Nene" Pimentel Jr. 9. Rene Saguisag 10. Jovito "Jovy" Salonga 11. Wigberto "Bobby" Tanada 12. Victor Ziga |

### Acuerdo de fuerzas de visita
El post-EE. UU. Bases era que las relaciones entre Estados Unidos y Filipinas mejoraron y se ampliaron, con un énfasis prominente en los lazos económicos y comerciales, al tiempo que se mantiene la importancia de la dimensión de seguridad. La inversión estadounidense sigue desempeñando un papel importante en la economía filipina, mientras que una sólida relación de seguridad se basa en el Tratado de Defensa Mutua de 1951. En febrero de 1998, los negociadores estadounidenses y filipinos concluyeron el Acuerdo de Fuerzas de Visitas (VFA), allanando el camino para un mayor número de militares cooperación en el marco del MDT. El acuerdo fue aprobado por el Senado de Filipinas en mayo de 1999 y entró en vigor el 1 de junio de 1999. Según el VFA, los Estados Unidos realizaron visitas a los puertos de Filipinas y reanudaron grandes ejercicios militares combinados con las fuerzas filipinas. Los eventos clave en la relación bilateral incluyen la declaración del 4 de julio de 1996 por Presidente Ramos del Día de la Amistad Filipino-Americana en conmemoración del 50 aniversario de la independencia de Filipinas. Ramos visitó los Estados Unidos en abril de 1998, y luego Presidente Estrada en julio de 2000. Presidente Arroyo se reunió con Presidente Bush en una visita de trabajo oficial en noviembre de 2001 e hizo una visita de estado a Washington el 19 de mayo de 2003. El presidente Bush hizo una visita de estado a Filipinas el 18 de octubre de 2003, durante la cual dirigió una sesión conjunta del Congreso de Filipinas, la primera reunión de Estados Unidos. El presidente lo hará desde Dwight D. Eisenhower. También se realizan visitas regulares del Congreso y del Congreso de los Estados Unidos a las Filipinas.
La presidenta Arroyo subrayó repetidamente la estrecha amistad entre Filipinas y los Estados Unidos y su deseo de ampliar aún más las relaciones bilaterales. Ambos gobiernos intentaron revitalizar y fortalecer su asociación trabajando hacia una mayor seguridad, prosperidad y servicio a los filipinos y estadounidenses por igual. Inaugurado en el cargo el mismo día que el presidente Bush, el presidente Arroyo prestó un fuerte apoyo a la Guerra contra el terrorismo. En octubre de 2003, los EE. UU. Designaron a Filipinas como aliado principal no perteneciente a la OTAN. Ese mismo mes, Filipinas se unió al selecto grupo de países que ratificaron las 12 convenciones de contraterrorismo de la ONU.

### Ejercicios militares anuales
Los ejercicios militares bilaterales anuales Balikatan (Hombro con hombro) contribuyen directamente a los esfuerzos de las fuerzas armadas filipinas para erradicar a Abu Sayyaf y Jemaah Islamiyah terroristas y llevar el desarrollo a antiguos terroristas Áreas plagadas, en particular Basilan y Jolo. Incluyen no solo entrenamiento militar combinado, sino también asuntos civiles y militares y proyectos humanitarios. El programa de Educación y Entrenamiento Militar Internacional (IMET) es el más grande del Pacífico y el tercero más grande del mundo, y se firmó un Acuerdo de Apoyo Logístico Mutuo (MLSA) en noviembre de 2002. Del mismo modo, la cooperación policial ha alcanzado nuevos niveles: Las agencias estadounidenses y filipinas han cooperado para presentar cargos contra numerosos terroristas, para implementar el tratado de extradición de los países y para capacitar a miles de oficiales de la ley filipinos. Hay un Asesor Superior de Cumplimiento de la Ley que ayuda a la Policía Nacional de Filipinas con su Programa de Transformación.
Los Estados Unidos trabajan en estrecha colaboración con Filipinas para reducir la pobreza y aumentar la prosperidad. Los Estados Unidos apoyan plenamente los esfuerzos de Filipinas para erradicar la corrupción, abrir oportunidades económicas e invertir en salud y educación. Los programas de la Agencia de los Estados Unidos para el Desarrollo Internacional (USAID, por sus siglas en inglés) apoyan la guerra contra la pobreza de Filipinas, así como la agenda de reformas del gobierno en áreas críticas, como el lavado de dinero, el estado de derecho, la recaudación de impuestos y el comercio y la inversión. Otros programas de USAID han reforzado los esfuerzos del gobierno para curar las divisiones en la sociedad filipina a través de un enfoque en la resolución de conflictos, la mejora de los medios de vida de los excombatientes y el desarrollo económico en Mindanao y en la Región Autónoma en Mindanao Musulmán, entre los Zonas más pobres del país. Mientras tanto, continúan importantes programas de planificación familiar moderna, control de enfermedades infecciosas, protección ambiental, electrificación rural y prestación de servicios básicos, así como programas de ayuda alimentaria PL 480 y otros, que en conjunto sumaron $ 211.3 millones. En 2006, Millennium Challenge Corporation otorgó $ 21 millones a Filipinas para un programa de umbral que aborda la corrupción en la administración de ingresos.
Casi 400.000 estadounidenses visitan Filipinas cada año. Por lo tanto, proporcionar servicios gubernamentales a los Estados Unidos y otros ciudadanos constituye un aspecto importante de la relación bilateral. Esos servicios incluyen asuntos de veteranos, seguridad social y operaciones consulares. Beneficios para los filipinos del Departamento de Asuntos de los Veteranos de los Estados Unidos y la Administración del Seguro Social totalizaron $ 297.389.415 en 2006. Existen muchos programas de persona a persona entre los Estados Unidos y Filipinas, incluidos Fulbright, Visitantes Internacionales y programas de intercambio Aquino Fellowship Fellowship, así como el cuerpo de paz de Estados Unidos.

### Acuerdo de Cooperación de Defensa Mejorada
El Acuerdo de Cooperación de Defensa Mejorada es un documento de diez páginas que contiene un preámbulo y 12 artículos, que se firmó el 28 de abril de 2014. Es un acuerdo marco que amplía el alcance del MDT de 1951 .
El Preámbulo de la EDCA se refiere a las obligaciones de Filipinas y los Estados Unidos, según la Carta de las Naciones Unidas y el MDT, de resolver las disputas internacionales por medios pacíficos, de no poner en peligro la paz y la seguridad internacionales, y de abstenerse de amenaza o uso de la fuerza "en cualquier forma incompatible con los propósitos de las Naciones Unidas".
Es importante destacar que el Preámbulo señala que ambas partes "comparten un entendimiento para que los Estados Unidos no establezcan una presencia militar permanente o una base en el territorio de Filipinas". El Preámbulo luego concluye, "todos los Estados Unidos acceden y usan las instalaciones y áreas". será por invitación de Filipinas y con pleno respeto a la Constitución de Filipinas y las leyes filipinas.

## Comercio e inversión

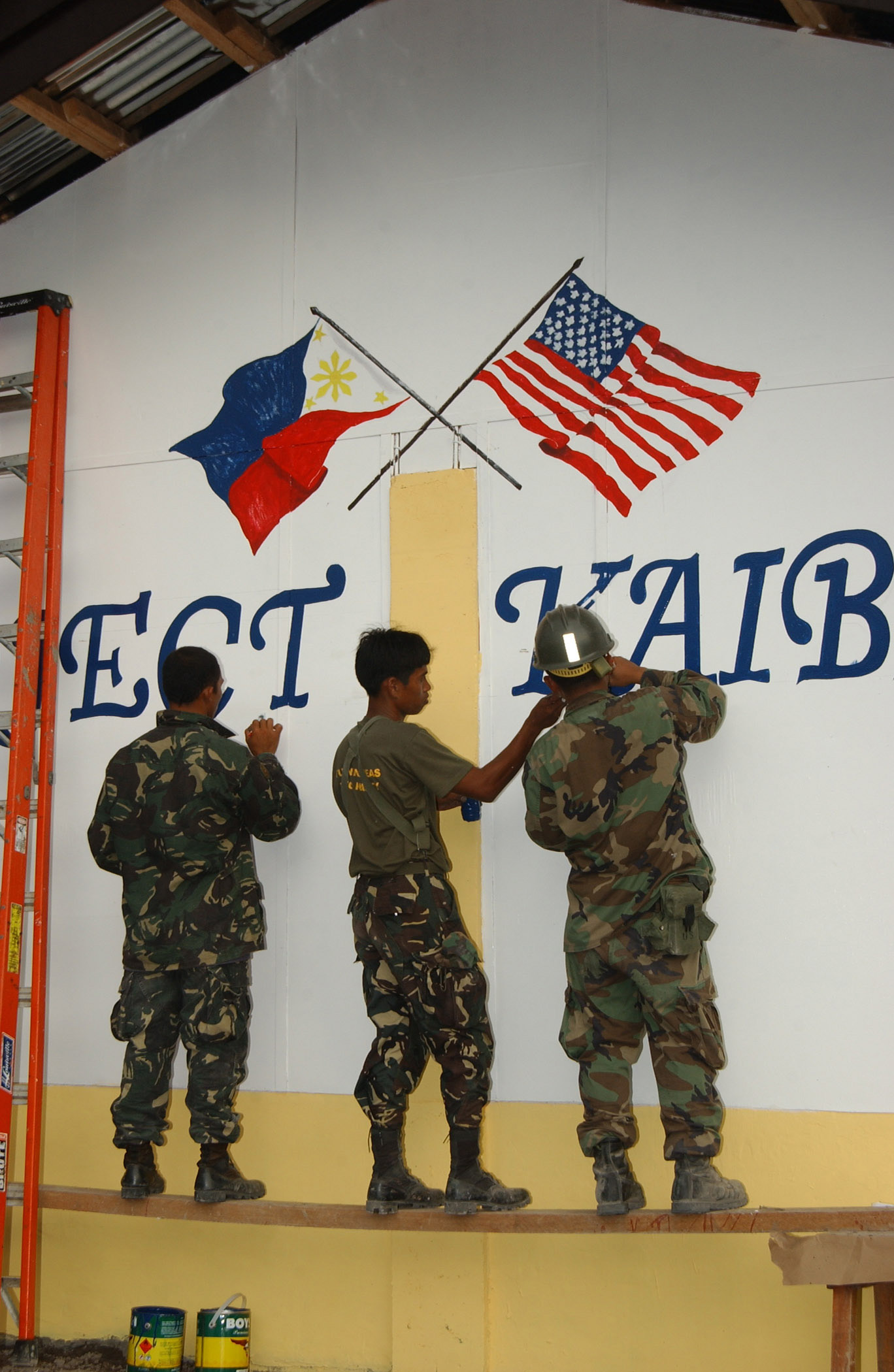
Soldados filipinos pintando una bandera estadounidense y filipina.

El comercio bidireccional de mercancías de los Estados Unidos con Filipinas ascendió a $ 17,3 mil millones en 2006 (datos del Departamento de Comercio de los Estados Unidos). Según los datos del Gobierno filipino, el 16% de las importaciones de Filipinas en 2006 provinieron de los Estados Unidos, y aproximadamente el 18% de sus exportaciones estaban destinadas a América. Filipinas se ubica como el vigésimo sexto mercado de exportación y el proveedor número 30 de los Estados Unidos. Las exportaciones clave a los Estados Unidos son dispositivos de semiconductores y periféricos de computadora, partes de automóviles, maquinaria eléctrica, textiles y prendas de vestir, trigo y alimentos para animales, y aceite de coco. Además de otros productos, Filipinas importa materiales crudos y semielaborados para la fabricación de semiconductores, electrónica y maquinaria eléctrica, equipo de transporte y cereales y preparaciones de cereales.
Los Estados Unidos han sido tradicionalmente el mayor inversionista extranjero de Filipinas, con una inversión estimada de aproximadamente $ 6,6 mil millones a fines de 2005 (datos del Departamento de Comercio de los Estados Unidos). Desde fines de la década de 1980, Filipinas se ha comprometido a realizar reformas que fomenten la inversión extranjera como base para el desarrollo económico, sujeto a ciertas pautas y restricciones en áreas específicas. Bajo la presidencia de Ramos, Filipinas amplió las reformas, abriendo los sectores de generación de energía y telecomunicaciones a la inversión extranjera, así como asegurando la ratificación del acuerdo de la Ronda Uruguay y la membresía en la [Organización Mundial del Comercio]. Como se señaló anteriormente, la administración del presidente Arroyo generalmente ha continuado tales reformas a pesar de la oposición de intereses creados y bloques "nacionalistas". Un obstáculo importante ha sido y continuará siendo las restricciones constitucionales, entre otras, sobre la propiedad extranjera de tierras y servicios públicos, que limita la propiedad máxima al 40%.
En las últimas dos décadas, la relativamente cerrada economía filipina se ha abierto significativamente por la desregulación cambiaria, la inversión extranjera y la liberalización bancaria, la reducción de barreras arancelarias y de mercado y la entrada de extranjeros al sector del comercio minorista. La Ley de Reforma de la Industria de Energía Eléctrica de 2001 abrió oportunidades para que las empresas estadounidenses participen en la industria de la energía en Filipinas. Las tecnologías de la información y las comunicaciones, las operaciones de trastienda, como los centros de llamadas, las instalaciones regionales o los centros de servicios compartidos también están liderando las oportunidades de inversión.
Durante la visita del presidente Benigno Aquino III a Washington D. C., el 7 de julio de 2012, se lanzó la Sociedad de Estados Unidos y Filipinas. Es una organización independiente sin fines de lucro encargada de generar conciencia sobre las Filipinas en los Estados Unidos. La última reunión de la junta fue llevada a cabo por la sociedad el 24 de enero de 2013.
En su Informe Especial 301 de 2013, la Oficina de Representantes de Comercio de los Estados Unidos escribió "Estados Unidos espera que Filipinas tome medidas importantes para abordar la piratería en Internet, en particular con respecto a los mercados en línea notorios". Se especula que la presión de Estados Unidos contribuyó a la queja presentada por la Asociación Filipina de la Industria de Registros contra el sitio web de torrent KickassTorrents, que resultó en su incautación por parte de las autoridades filipinas el 13 de junio de 2013.

## Seguridad
El Secretario de Estado Adjunto para Asuntos de Asia Oriental y el Pacífico Kurt M. Campbell dijo en enero de 2011 que Estados Unidos ayudará a impulsar la capacidad de Filipinas para patrullar sus propias aguas, incluida la Islas Spratly.
El tratado de defensa mutua de 1951 se reafirmó con la Declaración de Manila de noviembre de 2011. Estados Unidos Jefe de Operaciones Navales Almirante Jonathan Greenert sugirió que LCS o un avión de vigilancia de los despliegues en Filipinas. Y Filipinas está considerando la propuesta. Estos "despliegues rotativos" ayudarán a reemplazar parte de la presencia estadounidense en el área que se abandonó cuando las bases estadounidenses permanentes en Filipinas se cerraron bajo el presidente Bush.
En 2012, Filipinas y Estados Unidos realizaron ejercicios militares conjuntos. A partir de 2012, un contingente militar de Estados Unidos de 600, incluidos Navy Seal sy Seabees están estacionados "indefinidamente" en el sur de Filipinas, en un papel declarado no combatiente para ayudar a los [ [Fuerzas Armadas de Filipinas]] en operaciones contra el al-Quaida - vinculado Abu Sayyaf grupo terrorista principalmente en la isla de Basilan en el oeste Mindanao y las islas Sulu, en particular Jolo, un bastión desde hace mucho tiempo de Abu Sayyaf.
El Scarborough Shoal standoff con China y el disputa de las islas Spratly ha hecho que Filipinas considere lazos militares más fuertes con los Estados Unidos. En 2012, un alto funcionario de defensa filipino dijo que, siempre y cuando cuenten con la autorización previa del gobierno filipino, las tropas estadounidenses, los buques de guerra y los aviones podrían volver a utilizar sus antiguas instalaciones navales y aéreas de la Subic Bay Naval Base y la Base Aérea Clark. En 2013, el Secretario de Relaciones Exteriores, Albert del Rosario, aclaró que, debido a las restricciones constitucionales, el establecimiento de una instalación militar de los EE. UU. Solo podía permitirse si estaba bajo el control del ejército filipino. El acuerdo incluirá el acceso compartido a las instalaciones militares de Filipinas pero no a las instalaciones civiles.
Durante una visita de 2013 a Filipinas, el Secretario de Defensa, Ashton Carter dijo que los principales problemas de seguridad en los que Estados Unidos estaba trabajando con Filipinas fueron:
- Conocimiento del dominio marítimo,
- fortalecimiento de capacidades de las Fuerzas Armadas de Filipinas,
- y Guerra contra el terrorismo.[33]

En abril de 2014, un pacto de diez años (EDCA - Acuerdo de Cooperación de Defensa Mejorada) se firmó entre el presidente de los Estados Unidos, Barack Obama y el presidente filipino, Benigno Aquino III, lo que permitió a Estados Unidos aumentar la presencia militar en Filipinas.
El Grupo de Asistencia Militar de los Estados Unidos (JUSMAG) entregó armas al Cuerpo de Marines de Filipinas. El equipo incluye 300 Carabinas M4, 200 Glock 21 pistolas, 4 M134D ametralladoras estilo Gatling y 100 lanzagranadas M203, dijo la embajada de Estados Unidos en Manila en un comunicado del 5 de junio. El JUSMAG también entregó 25 Combat Rubber Raiding Craft con motores fuera de borda a la sede de PMC en Taguig, donde el comandante de la PMC, general de división Emmanuel Salamat, aceptó formalmente la entrega de las armas durante una ceremonia de transferencia el 5 de junio. El equipo fue entregado en medio de la Crisis Marawi.
En febrero de 2019, el secretario de estado de los EE. UU., Pompeo, confirmó los compromisos de los EE. UU. En virtud del Tratado de Defensa Mutua (MDT) de 1951 durante una reunión con contrapartes en Filipinas. Pompeo, en un discurso agregado, "como el Mar de China Meridional es parte del Pacífico, cualquier ataque armado contra fuerzas, aviones o buques públicos filipinos generará obligaciones de defensa mutua". Los Estados Unidos aseguraron que "respaldarán a Filipinas" si ocurre una confrontación entre Filipinas y China en el Mar de China Meridional. La medida se produjo después de años de renuencia estadounidense a afirmar compromisos, lo que llevó a numerosos políticos filipinos a impulsar la revisión del pacto de seguridad de 68 años entre Filipinas y Estados Unidos. El secretario filipino de asuntos exteriores acogió con satisfacción el compromiso de los Estados Unidos, y agregó que "ya no hay necesidad de revisar" el pacto.

## Relaciones diplomáticas
Los Estados Unidos mantienen una embajada en Manila y un consulado en Cebú. El American Business Center, que alberga el Servicio de Comercio Exterior y el Servicio de Agricultura Exterior, está ubicado en Ciudad de Makati. El gobierno filipino mantiene una embajada en Washington D. C., así como varios consulados en todo Estados Unidos.

## Pivote a China
Después de que Presidente Rodrigo Duterte asumiera formalmente el cargo el 30 de junio de 2016, las relaciones entre EE. UU. Y Filipinas comenzaron a agriarse. La deriva entre la relación Duterte y Obama comenzó cuando el presidente de los Estados Unidos expresó su preocupación por los problemas de derechos humanos en la "Guerra de Filipinas contra la delincuencia y las drogas [del Presidente Duterte]". Según una declaración emitida por la Casa Blanca, Obama felicitó al país por su "democracia vibrante". Pero también destacó los "valores perdurables" que sustentaron sus "vínculos de larga data", incluidos los "compromisos compartidos con la democracia, los derechos humanos y el estado de derecho". Esta intervención y la elección de palabras del presidente Duterte al hablar sobre el presidente Obama durante una conferencia de prensa, en la que infame lo llamó "un hijo de puta", dio lugar a una reunión cancelada entre los dos líderes durante la cumbre de la ASEAN de 2016, celebrada en Laos.
Unas semanas después, Duterte sugirió a las fuerzas especiales estadounidenses que cesaran sus operaciones y abandonaran Mindanao. Citó los asesinatos de filipinos musulmanes durante una campaña de pacificación de los EE. UU. a principios de 1900, que dijo que estaban en la raíz del largo descanso de los musulmanes minoritarios en el sur de la gran parte católica. Fue solo durante su visita oficial a Vietnam el 28 de septiembre de 2016, cuando expresó explícitamente que desea poner fin a los ejercicios militares conjuntos de Filipinas con los Estados Unidos, diciendo que los próximos juegos de guerra programados serán los últimos durante su mandato, mientras que y agregó que continuará respetando los tratados de Filipinas con los Estados Unidos.
A partir de octubre de 2016, a pesar del cambio de la política exterior de Duterte a China desde los EE. UU., los filipinos todavía tenían una baja aprobación y un índice de confianza en China en comparación con los EE. UU. Sobre la renuncia del expresidente Fidel Ramos 'como enviado especial a China, declaró que no le gustaba el trato que Duterte le daba al presidente estadounidense Obama.
Duterte más tarde dijo después de la Elecciones presidenciales de Estados Unidos de 2016 que dejará de pelearse con los Estados Unidos luego de la victoria del Presidente Donald Trump. Trump has planned to continue to aid the country during his Presidency.